# 2-Mercaptoéthanol
Le 2-mercaptoéthanol ou β-mercaptoéthanol est un composé chimique de formule HOCH2CH2SH, « hybride » de l'éthylène glycol et de l'éthanedithiol (en). À la température ordinaire c'est un liquide à l'odeur nauséabonde. La présence de la fonction thiol -SH fait du 2-mercaptoéthanol un réducteur très utilisé en biochimie pour protéger les protéines contre l'oxydation.
Il est communément employé pour réduire les ponts disulfures présents dans les protéines et peut jouer un rôle d'antioxydant biologique. Il est aussi utilisé du fait de son groupe hydroxyle, qui le rend miscible dans l'eau et diminue la volatilité (donc l'odeur) du thiol.
Le mercaptoéthanol est synthétisé par action du sulfure d'hydrogène sur l'oxyde d'éthylène:

CH2CH2O  + H2S → HOCH2CH2SH

## Propriétés biochimiques
La dénaturation des protéines nécessite la réduction des ponts disulfure, cruciaux pour la structure tertiaire ou quaternaire de certaines protéines.
On l'utilise pour cette raison dans les procédés d'analyse des protéines.

## Conséquences biomédicales
Il s'agit d'une substance toxique à manipuler avec précaution.
Il aurait été constaté que des souris traitées au 2-mercaptoéthanol ont une durée moyenne de vie prolongée par rapport à des souris non traitées. Quelques microgrammes de 2-mercaptoéthanol pourraient avoir des effets bénéfiques sur des animaux de laboratoire. Ses propriétés antioxydantes pourraient avoir un impact sur l'ADN.

## Sécurité
Ce produit est irritant. Il faut le manipuler sous une hotte d'extraction chimique et ne pas le respirer hors de celle-ci.